# Marianische Antiphon

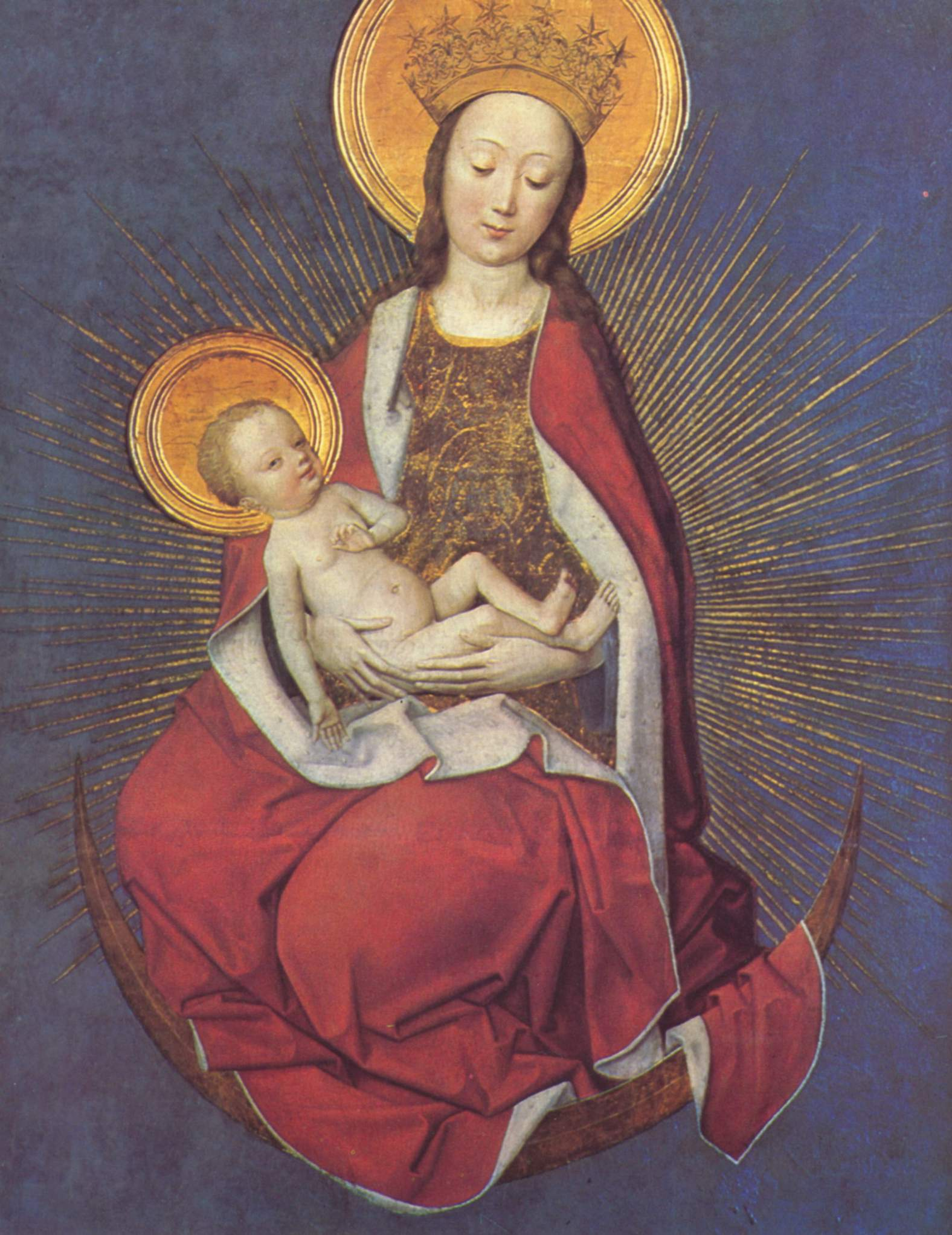
Meister des Marienlebens, um 1460–1480

Die marianische Antiphon ist in der Liturgie der katholischen Kirche ein an die Gottesmutter gerichteter Gesang. Für diese Gesänge hat sich die Bezeichnung „Antiphonen“ eingebürgert, obwohl es sich eigentlich nicht um antiphonalen Gesang im engeren Sinn, sondern eher um Hymnen handelt.
Im Stundengebet wird die der liturgischen Zeit im Kirchenjahr entsprechende marianische Antiphon als Schlussgesang nach der Komplet oder, sofern die Vesper die letzte in Gemeinschaft gefeierte Hore ist, nach der Vesper gesungen:
| Advent bis Taufe des Herrn                              | Fastenzeit                                    | Osterzeit                                     | Zeit im Jahreskreis                     |
| ------------------------------------------------------- | --------------------------------------------- | --------------------------------------------- | --------------------------------------- |
| Alma redemptoris mater („Erhabene Mutter des Erlösers“) | Ave Regina Caelorum („Ave, du Himmelkönigin“) | Regina caeli („Freu dich, du Himmelskönigin“) | Salve Regina („Sei gegrüßt, o Königin“) |

Zu den marianischen Antiphonen gehört auch das Sub tuum praesidium („Unter deinen Schutz und Schirm“) und das Ave Maria, die durch die Liturgia horarum juxta ritum Romanum von 1970/71 neu aufgenommen wurden.  Von den Melodien der Antiphonen wie auch der marianischen Hymnen gibt es jeweils eine feierliche und eine vereinfachte Form. Auch die Eigenriten einiger Orden haben eigene Fassungen der Notation mancher marianischen Antiphonen,  so haben etwa die Dominikaner eine eigene Fassung des Salve Regina.